# Bematistes poggei
Bematistes poggei är en fjärilsart som beskrevs av Herman Dewitz 1879. Bematistes poggei ingår i släktet Bematistes och familjen praktfjärilar. Inga underarter finns listade i Catalogue of Life.